# Kloster Fockenfeld

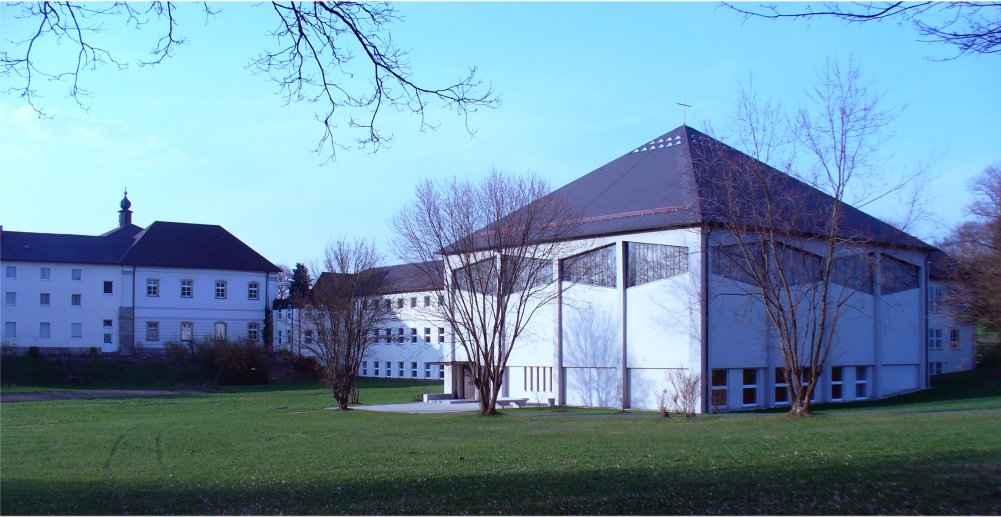
Kloster Fockenfeld

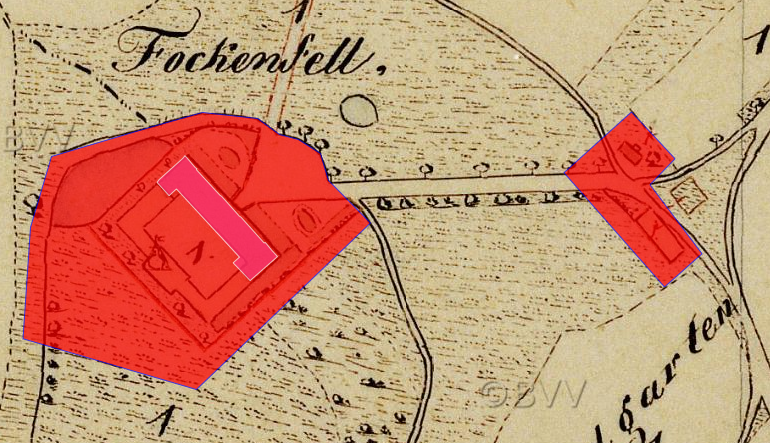
Lageplan von Schloss Fockenfeld auf dem Urkataster von Bayern

Kloster Fockenfeld ist ein Kloster der Oblaten des hl. Franz von Sales in Fockenfeld, einem Ortsteil von Konnersreuth im Landkreis Tirschenreuth in der Oberpfalz, im Bistum Regensburg. Die Anlage wird als Bodendenkmal unter der Aktennummer D-3-5939-0032 im Bayernatlas als „archäologische Befunde des Mittelalters und der frühen Neuzeit im Bereich des ehem. Schlosses Fockenfeld“ geführt. Ebenso ist sie unter der Aktennummer D-3-77-131-6 als denkmalgeschütztes Baudenkmal von Fockenfeld verzeichnet.
Im Kloster befand sich die Spätberufenenschule St. Josef (humanistisches Gymnasium) mit angeschlossenem Spätberufenenseminar. Am 15. Januar 2018 gaben die Oblaten des heiligen Franz von Sales bekannt, dass der Schulbetrieb zum Ende des Schuljahres 2020/21 eingestellt wird.

## Geschichte
Von 1362 bis 1556 gehörte Gut Fockenfeld zum ausgedehnten Grundbesitz des Zisterzienser-Klosters Waldsassen, bis es von Kurfürst Ottheinrich von Wittelsbach, der sich der evangelischen Konfession angeschlossen hatte, säkularisiert wurde. Teilverkäufe reduzierten den Umfang des dazugehörigen Grundbesitzes. Der Gutshof Fockenfeld wurde von Lienhard Sölch aus einer in Konnersreuth seit 1456 ansässigen Familie Sölch (Seelch, Salich u. ä.) gekauft.
Der Dreißigjährige Krieg brachte Verwüstungen, die Gebäude wurden 1645 von schwedisch-evangelischen Truppen geplündert und in Brand gesetzt. Um 1680, zur Zeit der Gegenreformation, kamen der desolate Gebäudekomplex und die brach liegenden Felder wieder in das Eigentum des Klosters Waldsassen. Abt Alexander Vogel ließ den Mittelteil von Fockenfeld seit 1750 zu einem Schloss als Sommersitz ausbauen, der Gutsbetrieb blieb erhalten. 1768 unter Abt Wigand Deltsch wurde der Festsaal mit dem von Elias Dollhopf gestalteten Letzten Abendmahl vollendet. 1870 wurde die barocke Ausstattung des Schlosses durch einen Brand zerstört.
Nach der Säkularisation in Bayern wurden Schloss und Gut Fockenfeld 1803 versteigert und kamen in Privatbesitz. 1946 gründeten die Oblaten des hl. Franz von Sales das Spätberufenenseminar St. Josef in Eichstätt, das von 1948 bis 1955 im Schloss Hirschberg bei Weilheim untergebracht war. Auf Initiative und mit finanziellem Beitrag der Mystikerin Therese Neumann wurden 1951 Schloss und Gut Fockenfeld von den Fabrikanten Karl und Louis Bahner aus Oberlungwitz in Sachsen gekauft. P. Paul Lackner OSFS (1909–2013) verantwortete den Kauf und die Etablierung des Spätberufenenseminars und Gymnasiums St. Josef in Fockenfeld als Provinzial der Oblaten des hl. Franz von Sales. Der römisch-katholische Orden der Sales-Oblaten ließ die Kartoffelfelder und Gemüsegärten des Gutsbetriebes in Grünflächen, die Stallungen für die Viehbestände und die Reitpferde als Wohnräume umgestalten, den Schlossteil mit dem Festsaal renovieren und umfangreiche Nebengebäude mit einem Kirchenraum anbauen. 1955 errichtete er ein privates humanistisches Gymnasium für Jungen mit Internat und eine Spätberufenenschule für den Priesterberuf und gründete das Kloster Fockenfeld. 1966 erfolgte die staatliche Anerkennung. Am 26. Oktober 1968 wurde die Seminarkapelle durch Bischof Rudolf Graber geweiht.
Am 28. Mai 1994 fand bei einem Treffen des Familienverbandes Sölch aus dem ehemaligen Egerland im Kloster Fockenfeld für die zahlreichen teilnehmenden Familien und deren Nachkommen ein Gedenkgottesdienst statt. Ebenfalls 1994 feierte Alois Grillmeier mit den Patres und Seminarschülern seine Kardinalserhebung. Zum Empfang des neuen Kardinals in seiner Heimat läuteten im gesamten Stiftland die Kirchenglocken, in der Stiftsbasilika Waldsassen wurde ein Pontifikalamt zelebriert.
Zum 40-jährigen und 50-jährigen Bestehen gab es ein Pontifikalamt mit Bischof Manfred Müller. und Zur Feier des 60-jährigen Jubiläums der Spätberufenenschule hielt der Regensburger Diözesanbischof Gerhard Ludwig Müller mit den Schülern, Mitarbeitern und Freunden des Hauses am Sonntag, den 2. April 2006 einen Pontifikalgottesdienst. Am Tag darauf feierten ehemalige Schüler zusammen mit Regionaldekan Monsignore Johann Schober einen weiteren Gottesdienst. Zum 70-jährigen Jubiläum nach der Gründung des Spätberufenenseminars in Eichstätt kam Bischof Rudolf Voderholzer nach Fockenfeld.
Aus der Spätberufenenschule sind bis zum 60. Jubiläumstag etwa 350 Priesterberufungen hervorgegangen. Zu den bekanntesten Absolventen zählen der emeritierte Augsburger Diözesanbischof und ehemalige deutsche Militärbischof, Walter Mixa (Abitur 1964), der Regensburger Weihbischof Reinhard Pappenberger (Abitur 1979), der Altöttinger Stiftspropst Klaus Metzl, der Dresdner Generalvikar Andreas Kutschke (Abitur 1994) sowie der Abt von Kloster Metten Athanasius Berggold (Abitur 1979).
2016/17 besuchten 23 Schüler die Spätberufenenschule Fockenfeld, die seit der Umstellung auf das achtjährige Gymnasium in vier Klassen von rund zehn Lehrern unterrichtet wurden. Geleitet wurde die Schule seit 2013 von Albert Bauer. Ständiger Stellvertreter des Schulleiters war der langjährige Seminarleiter P. Friedhelm Czinczoll OSFS.
Kernfächer im Schulbetrieb waren katholische Religionslehre und die Sprachen Latein und Altgriechisch. Die schulische Ausbildung bot auch Unterricht der neuen Sprachen und den Naturwissenschaften. Arbeitsgemeinschaften wie Chor, Schola, Theater, Linguistik oder die Schülerzeitung ergänzten das Ausbildungsangebot.
Nach der Schließung der Schule und des Spätberufenenseminars im Sommer 2020 wurde im März 2021 die Immobilie an die Gemeinden Wiesau, Waldsassen, Mitterteich und Konnersreuth verkauft. 2020 verließen die Mallersdorfer Franziskanerinnen nach 65 Jahren Fockenfeld.